# Rhamphobrachium averincevi
Rhamphobrachium averincevi är en ringmaskart som beskrevs av Kucheruk 1979. Rhamphobrachium averincevi ingår i släktet Rhamphobrachium och familjen Onuphidae.
Artens utbredningsområde är havet kring Nya Zeeland. Inga underarter finns listade i Catalogue of Life.